# Усть-Мосихинский сельсовет
Усть-Мосихинский сельсовет — муниципальное образование со статусом сельского поселения и административно-территориальное образование в Ребрихинском районе Алтайского края России. Административный центр — село Усть-Мосиха.

## Демография
По результатам Всероссийской переписи населения 2010 года, численность населения муниципального образования составила 1261 человек, в том числе 615 мужчин и 646 женщин. Оценка Росстата на 1 января 2012 года — 1215 человек.

## Населённые пункты
В состав сельского поселения входит один населённый пункт — село Усть-Мосиха.